# Trini Lopez
Trini Lopez, właśc. Trinidad López III (ur. 15 maja 1937 w Dallas, zm. 11 sierpnia 2020 w Rancho Mirage) – amerykański piosenkarz, gitarzysta i aktor pochodzenia meksykańskiego. Zagrał m.in. jednego z tytułowych skazańców w filmie Parszywa dwunastka (1967).
Został odkryty przez Dona Costę w 1962 r. Jego pierwszy album, Trini Lopez Live at PJ's, został wydany w 1963 r. Album zawierał jego najbardziej znane piosenki: „If I Had A Hammer”, która utrzymywała się jako numer jeden na listach przebojów w 25 krajach świata oraz tradycyjną meksykańską piosenkę „La Bamba” wykonaną przez Triniego.

## Dyskografia
- „La Bamba”
- „America” (West Side Story)
- „Cielito lindo”
- „This Land Is Your Land”
- „Speedy Gonzales”
- „Guantanamera”
- „If I had a hammer”
- „Lemon Tree”
- „I'm Comin' Home, Cindy”
- „Sally Was a Good Old Girl”